# Resolució 793 del Consell de Seguretat de les Nacions Unides
La Resolució 793 del Consell de Seguretat de les Nacions Unides fou adoptada per unanimitat el 30 de novembre de 1992. Després de recordar les resolucions 696 (1991), 747 (1992) i 785 (1992), i expressant la seva preocupació pel deteriorament de la situació política i la represa de les hostilitats a Angola, el Consell va aprovar una recomanació del Secretari General Boutros Boutros-Ghali per ampliar el madnat de la Segona Missió de Verificació de les Nacions Unides a Angola (UNAVEM II) durant dos mesos més fins al 31 de gener de 1993.
La resolució va fer una crida al personal que contribuïa a la UNAVEM II per restablir el més aviat possible el seu mandat i va donar la benvinguda a la declaració conjunta del Govern d'Angola i UNITA feta a Namibe, instant a tots dos a prendre mesures immediates i efectives d'acord amb la declaració.
El Consell va condemnar la represa de les hostilitats i va exigir que cessessin immediatament i demanessin a tots els estats que s'abstinguessin d'accions que podrien posar en perill els acords de pau signats. Demana a ambdues parts que compleixin les seves obligacions en virtut dels "Acordos de Paz" pel que fa al confinament de les seves tropes, la seva desmobilització i la formació de les forces armades nacionals unificades, i insta a continuar amb el diàleg.
Finalment, la resolució exigia al Secretari General que presentés un informe sobre la situació a Angola juntament amb les recomanacions a llarg termini de la UNAVEM II en el procés de pau abans del 31 de gener de 1993.